# Critica socioculturale
"Critica culturale" o "critica socioculturale" significa l'applicazione della critica per comprendere la realtà sociale di un determinato medium o cultura. Ad esempio, un'analisi socio-culturale dell'istruzione fornisce una visione più complessa e completa dei fatti e delle istituzioni, nel senso che tali fatti ed istituzioni sono generati da persone in interazione concreta tra loro, in relazione al loro ambiente, tenendo conto di aspetti economici, culturali, sociali, storici, politici.
In tale senso "la cultura" è costruita da persone che si trovano in un luogo specifico, in una specifica situazione storica, e legate a un ambiente economico, politico e sociale che le contraddistingue e le limita, che le determina e allo stesso tempo le rende capaci di agire.
Esiste una relazione molto significativa tra studi socioculturali, critica sociale e teorie critiche di Filosofia sociale, Sociologia, Pedagogia e altre scienze fondamentalmente sociali.
Un critico culturale occupa - in relazione alla vita intellettuale o artistica o, più in generale, a disposizioni o pratiche sociali educative - quasi la stessa posizione di quella che un iconoclasta occupa in relazione alla vita religiosa: le due figure sono simili in quanto la loro funzione è sfidare concezioni e pratiche che sono diventate stagnanti o burocratizzate. Resta inteso che la critica culturale viene applicata a problemi fondamentali piuttosto che a dettagli o miglioramenti specifici. Parte dalla percezione che le cose siano sbagliate o che il valore personale - o sociale- sono poco focalizzati o focalizzati su aspetti errati e giusti.

## Terminologia
La nascita del termine "critica culturale" è stata rivendicata da Jacques Barzun, che cominciò insieme a Lionel Trilling nell'autunno del 1934.

Casey Nelson Blake, un professore della Columbia University dove lavoravano Barzun e Trilling, usa il termine " critica culturale" nel suo libro Beloved Community: the Cultural Criticism of Randolph Bourne, Van Wyck Brooks, Waldo Frank, and Lewis Mumford.
Altri autori, come Richard Wolin nel suo The Terms of Cultural Criticism: The Frankfurt School, Existentialism, Poststructuralism usa il termine in un'accezione più ampia. L'uso contemporaneo tende a includere nel termine tutte le forme di critica rivolte a una cultura.

## I saggi vittoriani
Primi esempi di critica culturale si possono rintracciare nel XIX secolo, in epoca vittoriana, in autori come Matthew Arnold (che si interessa anche di religione) e Thomas Carlyle sopra tutti.
John Ruskin è un altro nome di spicco.
Data l'equazione tra la bruttezza dell'ambiente materiale e una vita misera, gli esteti potrebbero essere implicitamente considerati dei critici culturale, ma nei loro lavori manca generalmente la piena articolazione degli argomenti e delle situazioni. Invece si possono considerare primi esempi di critici culturali autori come Charles Baudelaire in Francia, Søren Kierkegaard in Danimarca, Friedrich Nietzsche in Germania e Charles Dickens in Inghilterra.

## XX secolo
Nel XX secolo il campo di studi è cambiato considerevolmente, dato che le scienze umanistiche, almeno in Inghilterra, si sono estese fino a comprendere gli studi socioculturali in genere. Autori importanti di riferimento sono Irving Babbitt e Walter Benjamin.
Tra i critici contemporanei di spicco si ricordano:
- Allan Bloom[6]
- Ann Coulter
- Camille Paglia
- Daniel Quinn[7]
- Emma Freud
- Henry Louis Gates, Jr.[8]
- Mark Kingwell
- Neil Postman
- Jordan Peterson
- Noam Chomsky
- Roger Kimball
- Slavoj Žižek